# Административна подјела Црне Горе
Административна подјела Црне Горе прописана је Законом о територијалној организацији Црне Горе, који је донијет 2011. године, а потом је у неколико наврата мијењан и допуњаван у разним појединостима (2012, 2013, 2014, 2016, 2017, 2018).
Разни видови административних подјела Црне Горе су:
- Општине Црне Горе
- Статистички региони Црне Горе []
- НСТЈ у Црној Гори []
- ISO 3166-2:ME []
- Десет телефонских области: погледати Списак позивних бројева у Црној Гори